# Itaplectops antennalis
Itaplectops antennalis là một loài ruồi trong họ Tachinidae.